# Les Éparges
Les Éparges ist eine französische Gemeinde mit 61 Einwohnern (Stand: 1. Januar 2022) im Département Meuse in der Region Grand Est (bis 2015 Lothringen). Sie gehört zum Kanton Étain im Arrondissement Verdun.

## Geografie
Die Gemeinde liegt etwa 20 Kilometer südöstlich von Verdun am Westrand der Landschaft Woëvre im Regionalen Naturpark Lothringen. Das Gemeindegebiet wird von dem Flüsschen Longeau durchflossen, das über den Yron und die Orne in die Mosel und über den Rhein in die Nordsee entwässert. Nachbargemeinden sind Bonzée im Norden, Combres-sous-les-Côtes im Osten, Herbeuville im Südosten, Saint-Remy-la-Calonne im Süden, Vaux-lès-Palameix im Südwesten sowie Mouilly im Westen.

## Geschichte
Auf dem Gebiet von Les Éparges verlief im Ersten Weltkrieg ein Teilstück der Westfront. 1914 und 1915 fanden dort schwere Kämpfe zwischen deutschen und französischen Truppen statt, die viele Opfer forderten. 
Darum gibt es zwei Soldatenfriedhöfe und mehrere Denkmäler auf dem Gemeindegebiet (siehe unten). 
In der Zone rouge wurden viele Schlachtfelder zu Kraterlandschaften. 

### Bevölkerungsentwicklung
| Jahr                       | 1962 | 1968 | 1975 | 1982 | 1990 | 1999 | 2006 | 2011 | 2019 |
| Einwohner                  | 66   | 50   | 43   | 44   | 47   | 63   | 73   | 73   | 63   |
| Quellen: Cassini und INSEE |      |      |      |      |      |      |      |      |      |

## Sehenswürdigkeiten
Friedhöfe:
- Nationale Kriegsgräberstätte mit 203 französischen Opfern des Ersten Weltkriegs, von denen lediglich 86 identifiziert werden konnten.
- Nécropole nationale du Trottoir: Auf einer Fläche von 8355 m² sind 2960 Soldaten bestattet, 2108 in Einzelgräbern, 852 in einem Beinhaus.
- Deutscher Soldatenfriedhof im Wald des Dorfes mit zwölf Gräbern.

Denkmäler:
- Gedenkstätte in der Nähe der Dorfkirche für den französischen Schriftsteller Alain-Fournier (1886–1914) und 20 seiner Kameraden, die am 22. September 1914 fielen
- Monument des 106e régiment d’infanterie
- Pionierdenkmal: Zum Gedenken an die Pioniere, die im Minenkrieg gefallen sind
- Monument am Punkt X
- Monument des 302e régiment d’infanterie
- Monument à la mémoire des morts de la 12e division d’infanterie, au point C, crête des Éparges
- La statue-buste de Maurice Genevoix

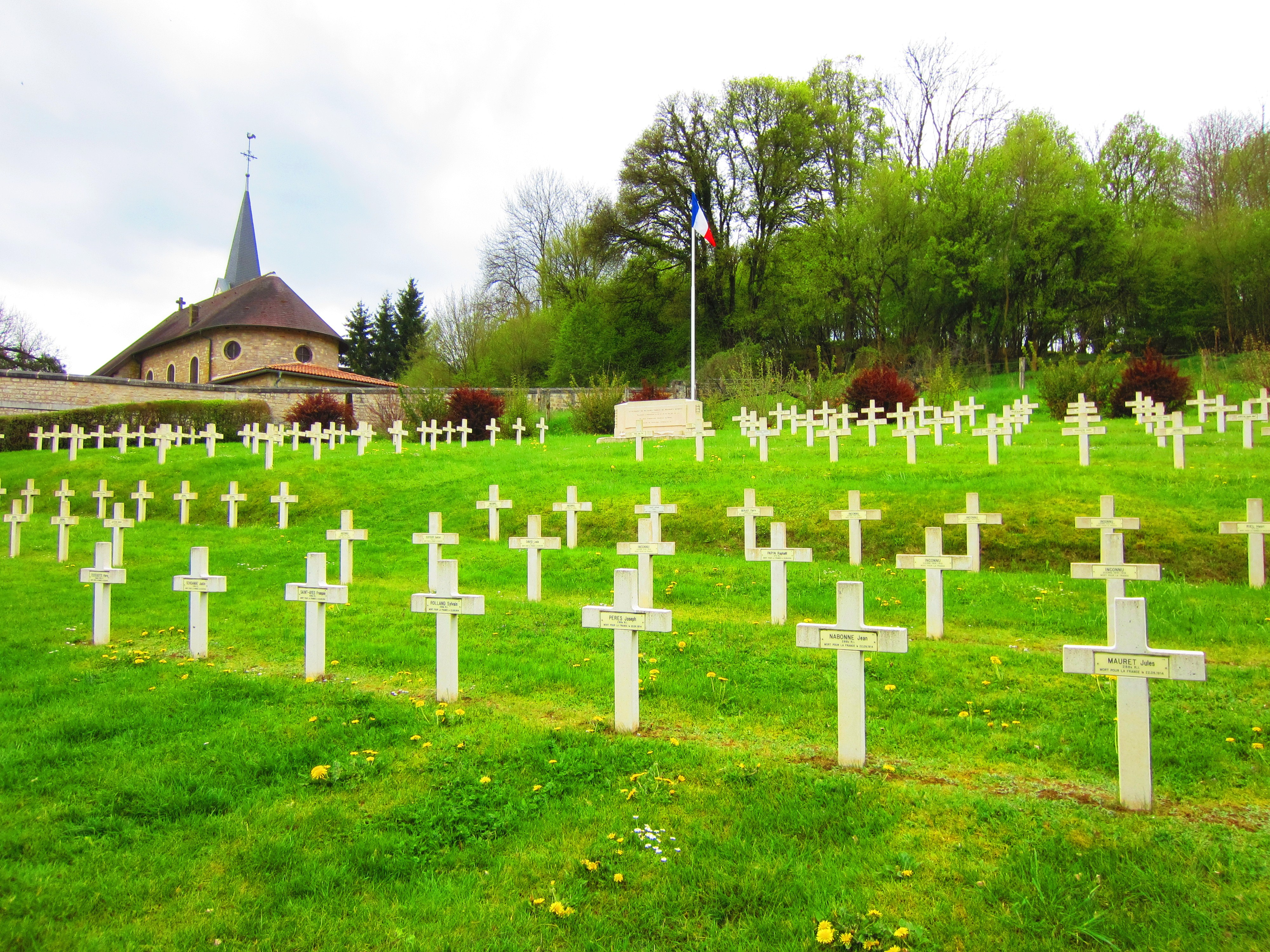
Französischer Militärfriedhof in Saint-Rémy
Landschaft der Woëvre bei Les Éparges
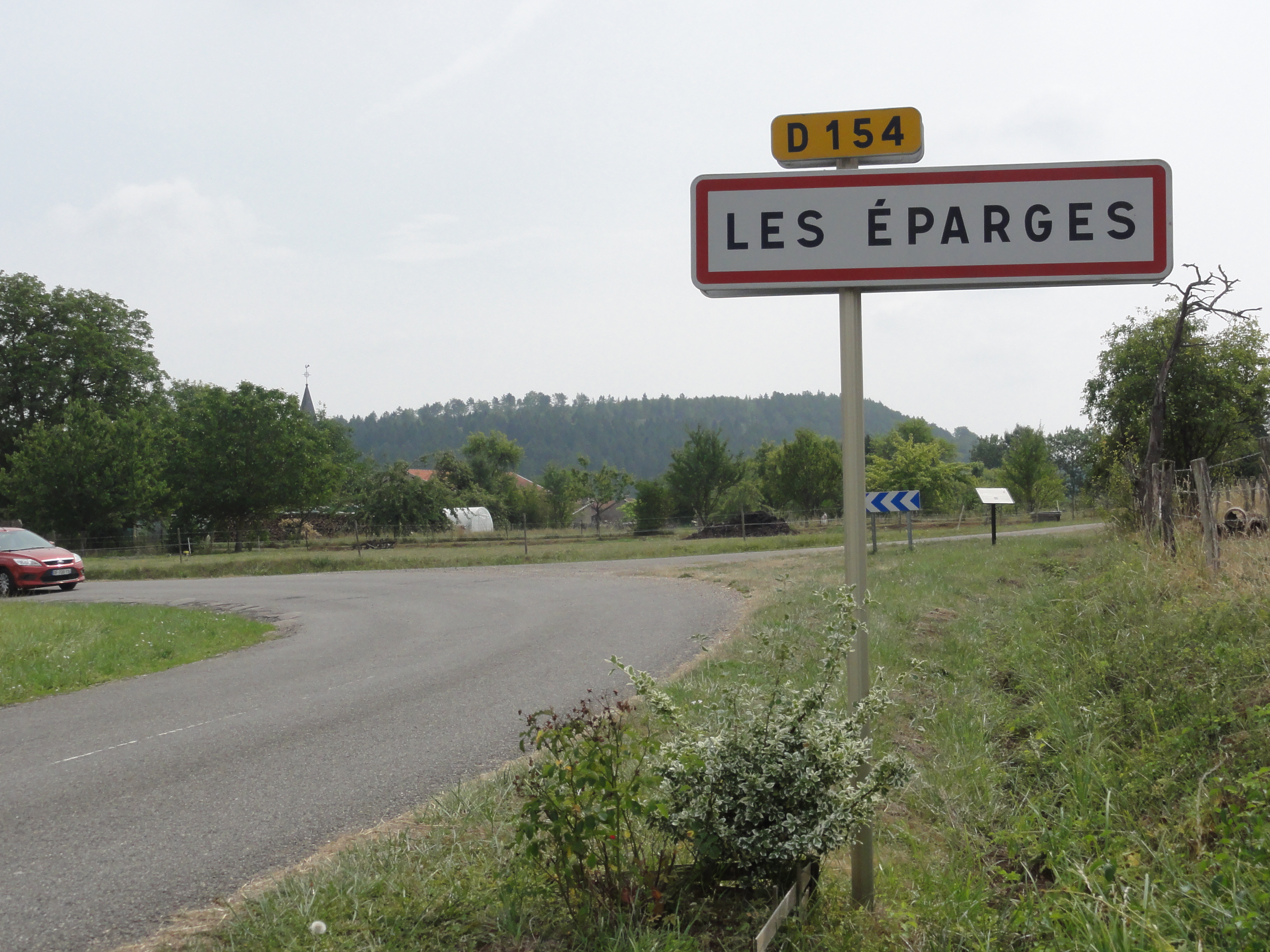
Ortseingang
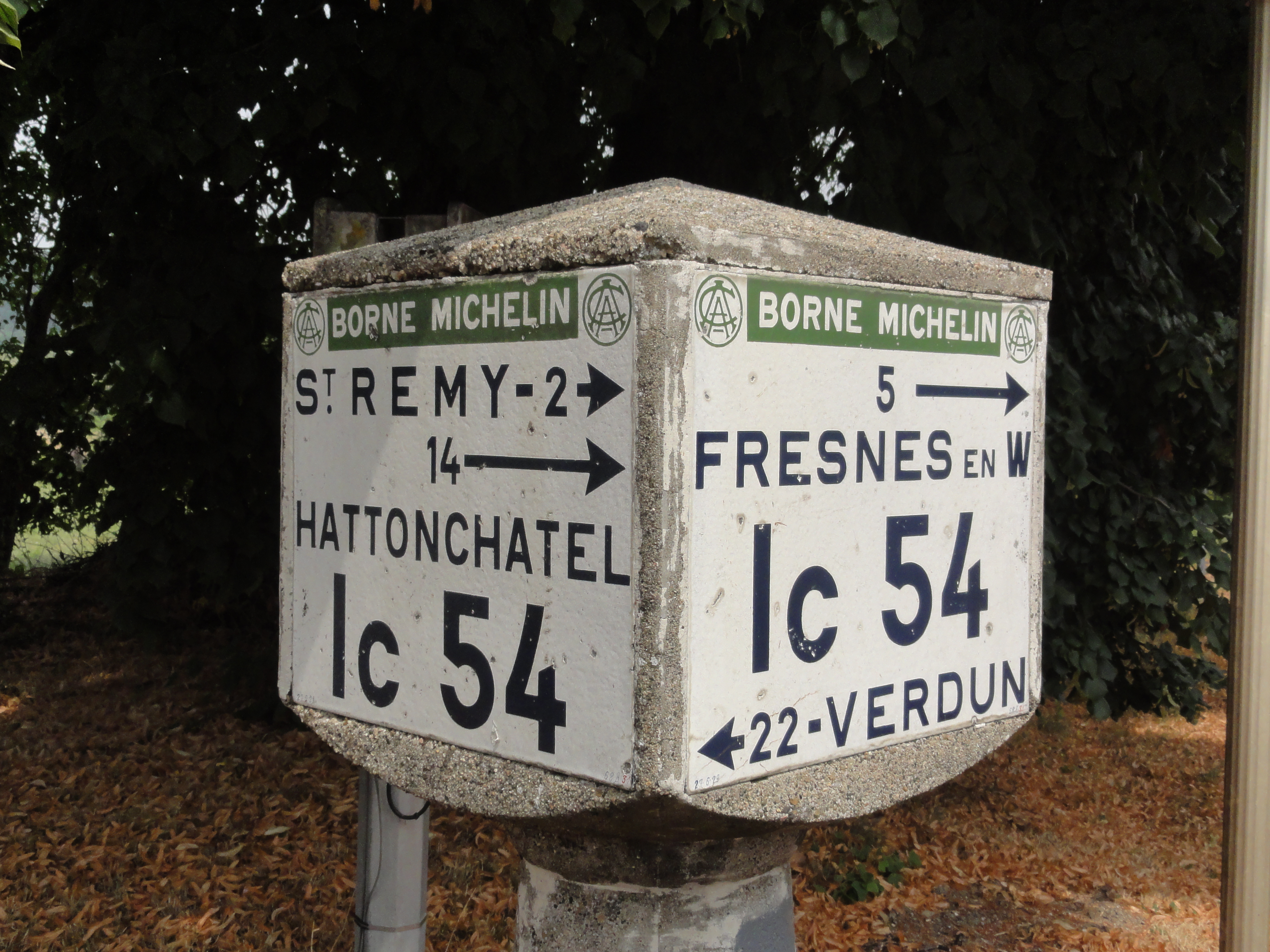
Michelin-Wegweiser in Éparges

 religiöse Denkmäler 
- Kirche Saint-Martin, errichtet 1852, im Ersten Weltkrieg zerstört, wieder errichtet 1929.
- Wegekreuz im Norden des Dorfes
- Kalvarie im Süden des Dorfes

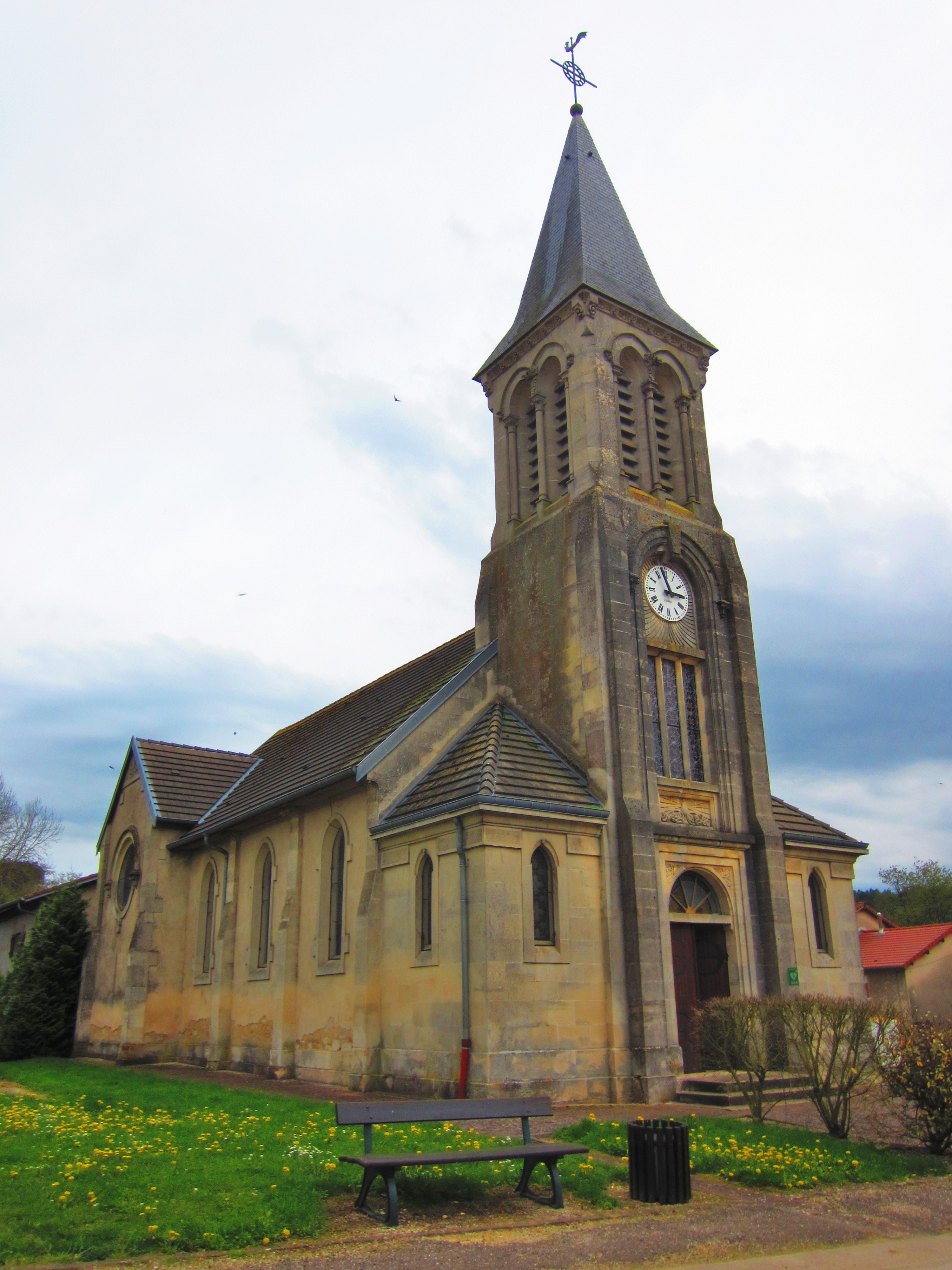
Kirche Saint-Martin
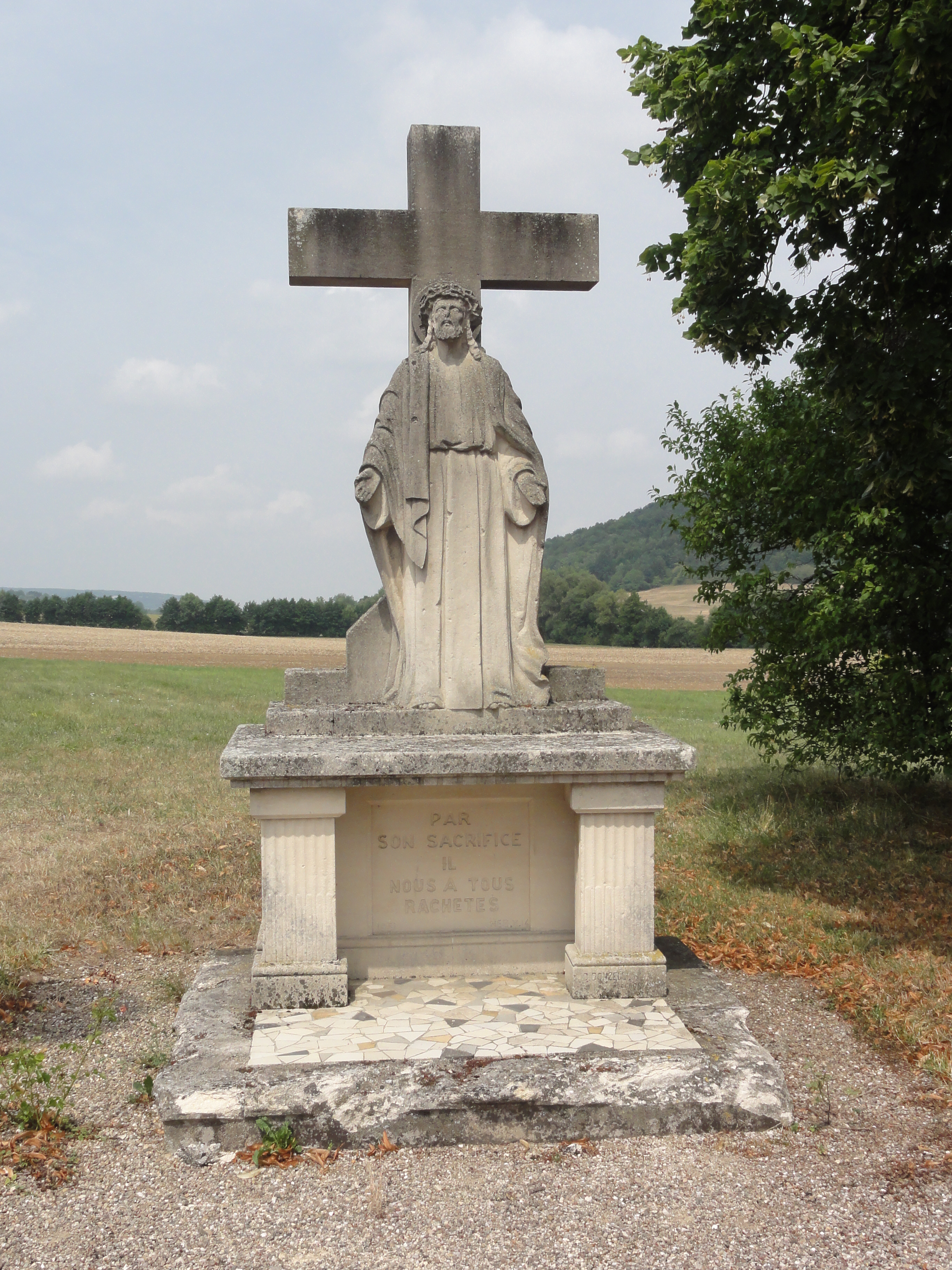
Wegekreuz
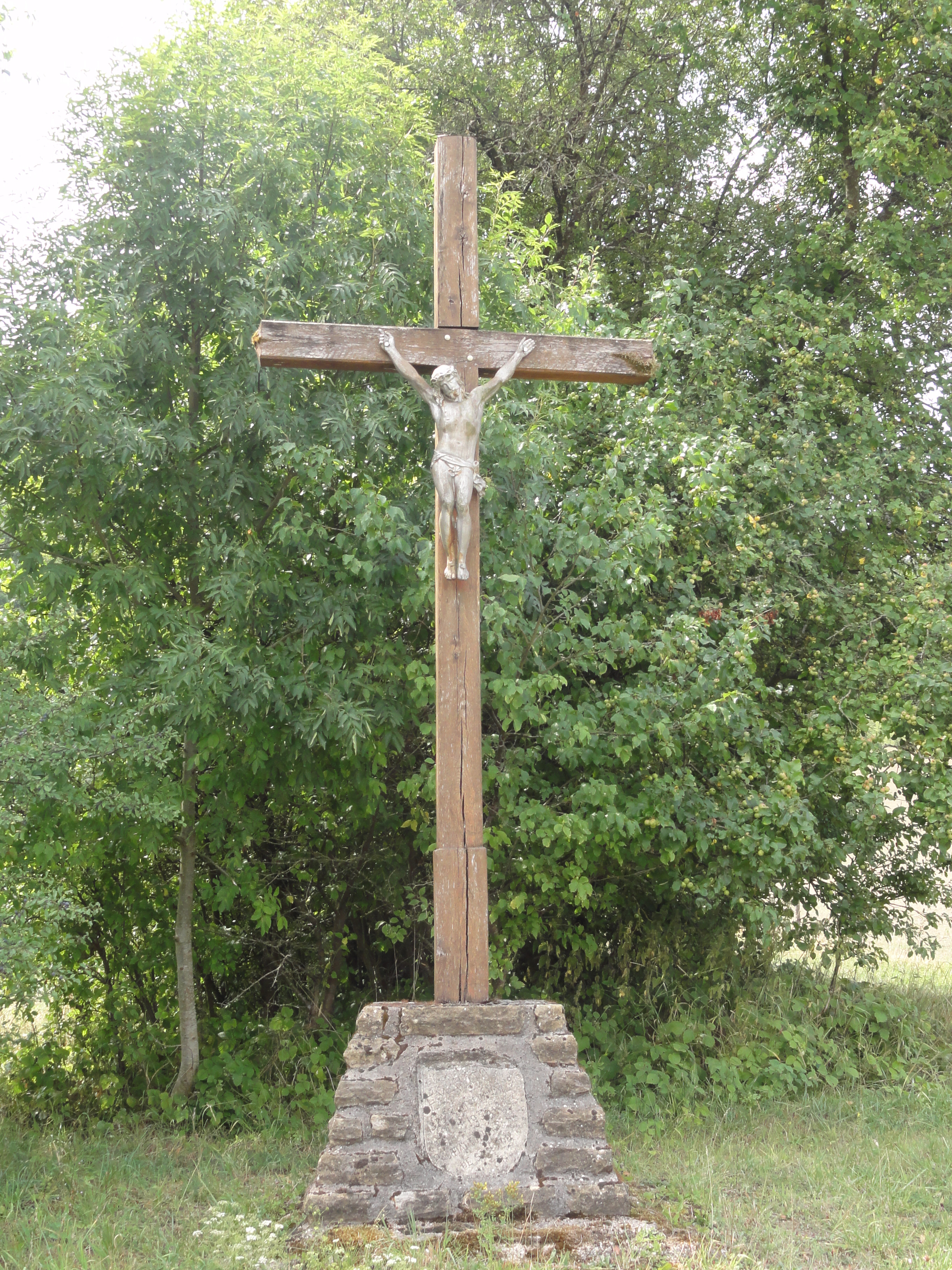
Calvaire

### Auszeichnungen
Die Kommune wurde am 15. März 1921 mit dem Croix de guerre 1914–1918 ausgezeichnet.
Die Inschrift „LES EPARGES 1915“ befindet sich als ehrenvolle Erwähnung auf den Fahnen der Einheiten, die während der Schlacht bei Éparques hier gekämpft haben.

## Personen, die wegen des Krieges mit der Gemeinde verbunden sind
- Frédéric Chevillon (1879–1915), Politiker, von 1912 bis 1915 war er unter der Dritten Französischen Republik Mitglied der Abgeordnetenkammer. Gefallen 1915 bei Les Éparges
- Maurice Genevoix (1890–1980), Schriftsteller, Sous-lieutenant in der 7. Kompanie des 106e régiment d’infanterie, das auf den Höhen bei Éparges eingesetzt war. Seine Kriegserinnerungen veröffentlichte er in den vier Büchern: Sous Verdun, Nuit de guerre, La Boue, Les Éparges. Er fasst sie unter dem Titel Ceux de 14 zusammen.
- Eugène Criqui (1893–1977), Boxer im Federgewicht
- Ernst Jünger (1895–1998), deutscher Schriftsteller